# 安盖拉凯·多内斯库
安盖拉凯·多内斯库（羅馬尼亞語：Anghelache Donescu，1945年10月18日—），罗马尼亚男子马术运动员。他曾代表罗马尼亚参加1980年夏季奥林匹克运动会马术比赛，获得团体盛装舞步赛铜牌。